# Hagen Bogdanski
Hagen Bogdanski (* 24. April 1965 in Berlin) ist ein deutscher Regisseur und  Kameramann.

## Leben
Hagen Bogdanski arbeitete während seiner Jugend gelegentlich als Schauspieler, z. B. für die Sendung mit der Maus. Er absolvierte ein Studium an der Staatlichen Fachschule für Optik und Fotografie in Berlin und war danach als Kameraassistent u. a. bei Gernot Roll, Jürgen Jürges und Xaver Schwarzenberger tätig. 
Ab 1995 arbeitet er als lichtsetzender Kameramann und seit dem vielfach ausgezeichneten Film Das Leben der Anderen unter der Regie von Florian Henckel von Donnersmarck, arbeitete er auch vermehrt für amerikanische und britische Kinospielfilme, wie The Beaver, Case39, The Young Victoria, W.E. oder Papillon.
Seit 2018 führt er auch zusätzlich Regie, wobei er weiterhin die Bildgestaltung verantwortet. So z. B. bei den Pilotfolgen der 33. Staffel Großstadtrevier, sowie dem ARD Mehrteiler Die Drei von der Müllabfuhr, Kassensturz und Mülle meets Future, sowie der Folge The Dream of the four Policemen aus der Netflix Reihe Berlin Station.

## Filmografie (Auswahl)
- 1996: Die Spur der roten Fässer
- 1998: Polizeiruf 110: Hetzjagd
- 1999: Gierig
- 1999: Holgi – Der böseste Junge der Welt (Holgi)
- 2000: Otto – Der Katastrofenfilm
- 2000: Die Unberührbare
- 2001: Das Schneeparadies
- 2002: Nick Knatterton – Der Film
- 2002: Nachts im Park
- 2002: Das Jahr der ersten Küsse
- 2002: Nachtmusik (Kurzfilm)
- 2002: Der Templer (Kurzfilm)
- 2003: Der alte Affe Angst
- 2004: Tatort: Minenspiel (Fernsehreihe)
- 2004: Blond: Eva Blond! – Der Zwerg im Schließfach
- 2005: Tatort: Leiden wie ein Tier
- 2005: Blackout Journey
- 2005: Antikörper
- 2006: Das Leben der Anderen
- 2007: Fall 39 (Case 39)
- 2007: Tatort: Nachtgeflüster
- 2008: Young Victoria
- 2009: Hilde
- 2009: Dinosaurier – Gegen uns seht ihr alt aus!
- 2011: Der Biber
- 2011: W.E.
- 2011: Hotel Lux
- 2011: Tatort: Ein ganz normaler Fall
- 2013: Adieu Paris
- 2013: Der Medicus
- 2014: Fluss des Lebens – Wiedersehen an der Donau
- 2014: Stille Nächte
- 2016: Nebel im August
- 2016: Die vermisste Frau
- 2016: Seitenwechsel
- 2017: Papillon
- 2018: Berlin Station – 26 Folgen
- 2020: Die Drei von der Müllabfuhr – Mission Zukunft
- 2020: Die Drei von der Müllabfuhr – Kassensturz
- 2021: Die Drei von der Müllabfuhr – Die Streunerin
- 2021: Die Drei von der Müllabfuhr – Operation Miethai
- 2022: Die Drei von der Müllabfuhr – Zu gut für die Tonne
- 2022: Die Drei von der Müllabfuhr – (K)eine saubere Sache
- 2023: Die Drei von der Müllabfuhr – Altlasten
- 2023: Die Drei von der Müllabfuhr – Arbeit am Limit

## Auszeichnungen
- 2005: Nominierung für den Deutschen Kamerapreis (Tatort: Minenspiel)
- 2006: Deutscher Filmpreis – Beste Kamera für Das Leben der Anderen
- 2006: Preis der deutschen Filmkritik für die „Beste Kamera“ („Das Leben der Anderen“)
- 2010: Nominierung Deutscher Filmpreis – Beste Kamera für Hilde
- 2012: Nominierung - CinEuphoria - Best Cinematography - International Competition für The Beaver
- 2012: Romy - Beste Bildgestaltung, Kinofilm für Hotel Lux
- 2014: Nominierung Deutscher Filmpreis – Beste Bildgestaltung für Der Medicus / The Physician